# Лін Бей Фонг
Лін Бей Фонг — персонаж  анімаційного серіалу «Легенда про Корру». Донька Тоф Бей Фонг. Маг Землі і металу, шеф поліції Республіканського міста.
У першому сезоні йї 50 років у другому і третьому 51 у четвертому 54.

## Сім'я
Тоф — мати. Маг Землі і металу, персонаж попереднього серіалу «Аватар: Останній захисник». Завжди давала свободу своїм донькам. Колишня шеф поліції.
Канто — батько. У 4 книзі, коли Болін спитав у Тоф, хто батько Лін, вона нарешті згадала його ім'я. Лін не дуже була задоволена новиною, що її мати приховувала ім'я справжнього батька. Але вона казала, що він був хорошою людиною, але не стосунки між ними не склалися.
Суїнь — молодша єдиноутробна сестра Лін, маг металу, якій довго Лін не могла пробачити минуле. Вона здійснила злочин та ненавмисно зробила Лін шрам на обличчі. Пізніше сестри миряться.
Опал — племіниця, донька Суїнь, яка оволоділа повітрям. Намагалась помирити сестер.
Вей і Вінг — племінники. Близнюки, молодші сини Суїнь та маги металу. 
Хьюян — племінник. Маг металу, митець.
Батар молодший — старший племіник. Зрадив царство Землі заради Кувіри, в яку був закоханий.

## Стосунки
Лін у молодості зустрічалась із Тензіном. Але Тензін покинув Лін, бо хотів створити сім'ю і одружився з Пемою, на що вона була дуже зла на Тензіна, і навіть хотіла посадити Пему у в'язницю. Однак вони залишилися друзями, допомогали Коррі. Лін пожертвувала магією заради Тензіна і його дітей. Після битви з Амоном Корра змогла відновити сили Лін.

## Цікаві Факти
- Лін дуже схожа характером Кори .Обидві  Запальні та були дуже розлючені коли їхні хлопці порвали з ними стосунки влаштували їм погром . Але на початку  Лін і Кора . Не дуже єднали але потім вони одна одної допомагали . Кора повернула Лін магію а Лін захищала Кору від Захіра ,Тарілока мага  крові  який сховав Кору та  завдяки Її дізналася що Хірощі працює на Амона .
- Лін дружила з Аангом у дитинстві та не сприймала Кору як нового Аватара .
- У Хірощі Сато та Лін однаковий вік 50 -54 роки.
- Лін вважала Катару найкращім зцілювачем .
- Лін пожертвувала магією заради Тензіна та його дітей які залишилися останіми магами повітря.
- Лін взяла Мако на роботу поліцейським та посадила його коли він працював на бандитів потрійна погроза , але потім дізналася що Мако казав правду що Варік Шахраї відпустила та знову взяла на роботу.
- Лін довго не могла простити Су її минулого та навіть була розлючена на свою племінницю Опл яка їх намагалась помирити. Але пізніше вона вибачається перед Опл та миритися з Су .Та вони разом зупиняють Червоний Лотас та садять Кувіру у в'язницю.
- Завдяки Боліну Лін дізналася хто її батько але дуже була обурена на Матір (Тоф) що вона не сказала одразу правду.